# 笛吹けど踊らず
笛吹けど踊らず（ふえふけどおどらず）は、『新約聖書』からのことわざ。

## 概要
誘いをかけておだてようとも、相手は少しも乗ってこないということを意味する。人々に対して行動を起こさせようとしたものの、人々は全く反応をしないようなことのことをいう。指導者が方針を定めてその方針を大衆に示したものの、大衆はその方針に賛同しないで期待どおりの行動を起こさないという結果になったという場合にもこのことわざが当てはまる。

## 由来
このことわざは『新約聖書』の「マタイによる福音書」が由来である。ここではイエス・キリストはヨハネの言うことに民衆が耳を傾けようとしなかったことを非難する目的で笛吹けど踊らずであったと述べられた。「ルカによる福音書」にも笛吹けど踊らずという言葉が出てくる。ここではイエス・キリストが、ヨハネのメッセージやイエス・キリストを受け入れない人のことを笛吹けど踊らずであると非難している。このような人は悔い改めることなく主を受け入れないのは自分が正しいとしているからであると指摘している。